# Aeropuerto de Milán-Malpensa

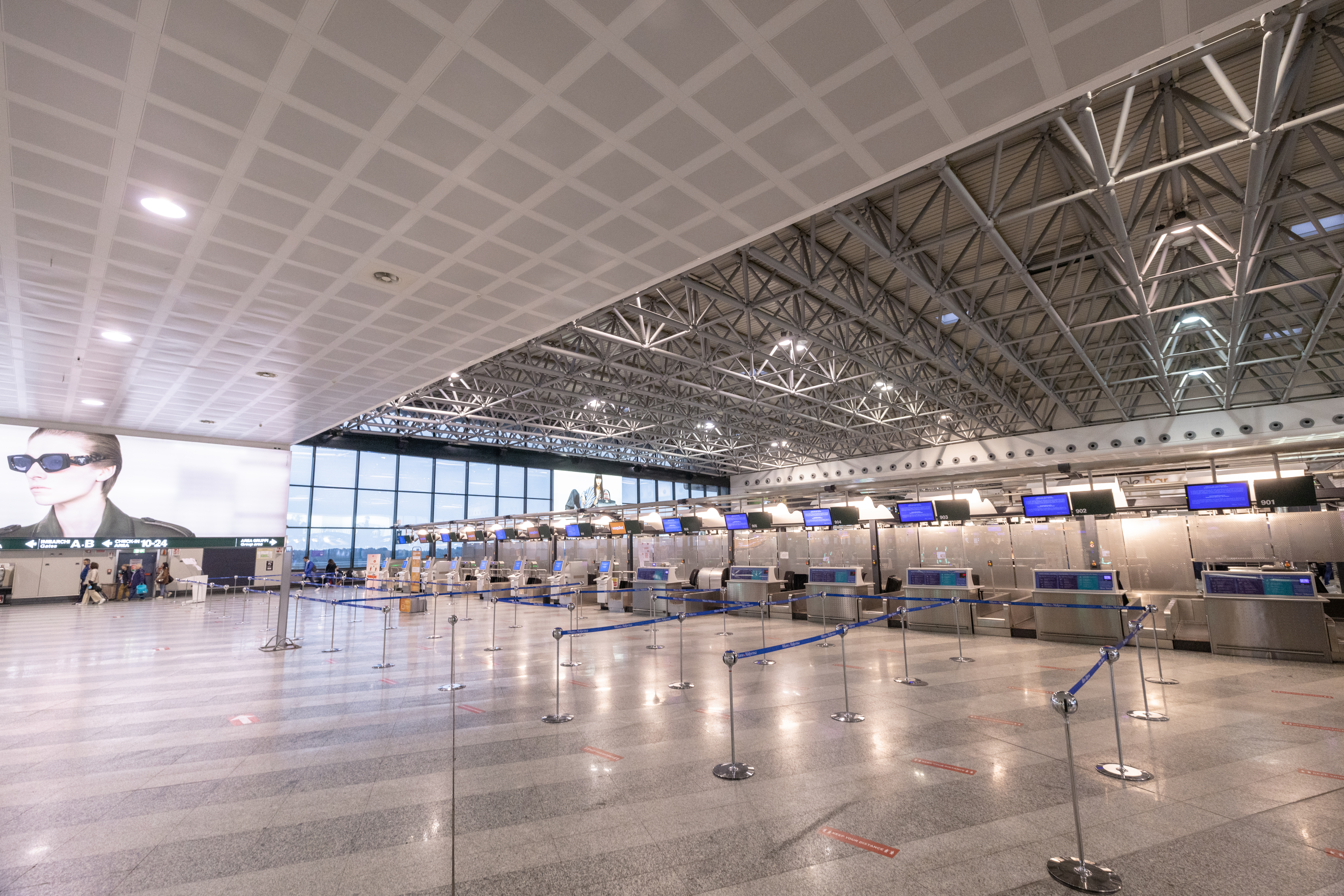
Terminal 1

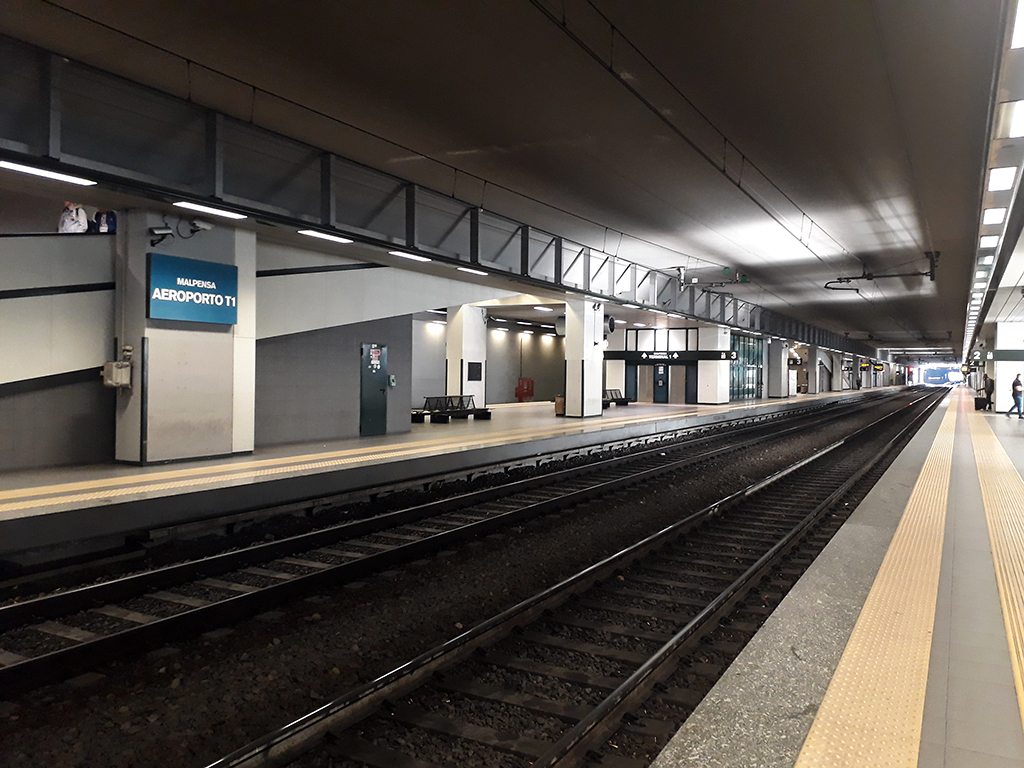
Dos ferrocarriles siven la Estación del Aeropuerto de Malpensa Terminal 1

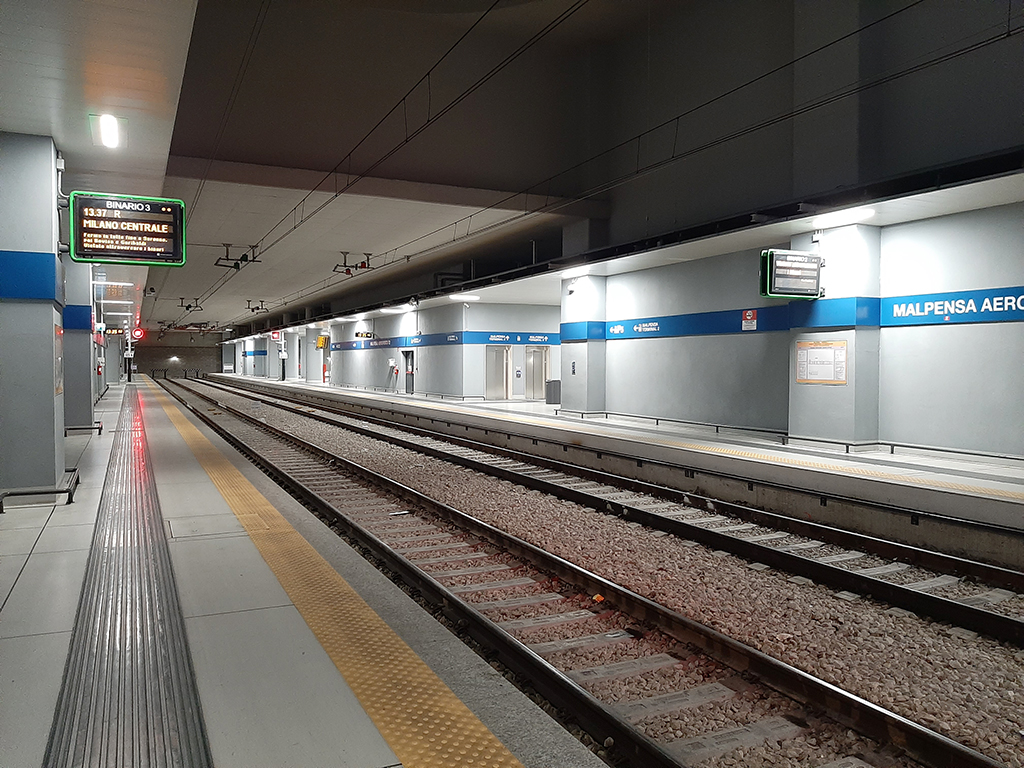
Dos ferrocarriles siven la Estación del Aeropuerto de Malpensa Terminal 2

El Aeropuerto de Milán - Malpensa "Silvio Berlusconi" (IATA: MXP, OACI: LIMC) (Milano Malpensa en italiano) se sitúa en la provincia de Varese, cerca de Gallarate, y a 35 km de Milán, Italia. Es uno de los tres aeropuertos en el área de Milán.

## Accesos

### Ferrocarril
El Aeropuerto de Malpensa está conectado a la estación Milano Nord-Cadorna o Milano-Centrale(con conexiones con el metro de Milán y los servicios suburbanos y regionales de trenes) mediante el Malpensa Express, nombre comercial de un servicio de la Ferrovie Nord Milano. Los trenes salen de la Terminal 2 del aeropuerto.
También está comunicado con la estación de Trenitalia de Gallarate, donde paran trenes regionales, intercity y algunos cercanías.
Hay un autobús gratuito que une las Terminales 1 y 2 cada 20 minutos, las 24 horas del día, dentro del aeropuerto.
Además está comunicada a los otros aeropuertos de Milán: Aeropuerto de Milán-Linate y el cercano aeropuerto de Bérgamo (este último utilizado principalmente por las aerolíneas de bajo costo y vuelos chárter) por medio de servicios regulares.
El Aeropuerto de Malpensa también ofrece servicios a varias ciudades del norte de Italia y Suiza.

### Taxi
Los taxis están disponibles en la zona de llegadas de las Terminales 1 y 2. El servicio no es muy recomendable, debido a las condiciones del tráfico. El costo hasta el centro de Milán es de aproximadamente €70.

## Características
Malpensa es uno de los dos centros de conexión de Alitalia, la aerolínea de bandera de Italia, con más de 21.7 millones de pasajeros en el año 2006 (más de 95 millones si se le suman los correspondientes al Aeropuerto de Milán-Linate, y más de 36 millones con los del Aeropuerto de Bérgamo-Orio al Serio). El Aeropuerto de Malpensa es el principal aeropuerto italiano en términos de tráfico internacional y el segundo en movimiento de pasajeros, detrás del Aeropuerto de Roma-Fiumicino; es además la puerta de entrada para el tráfico de cargas aéreas a Italia. Malpensa presta servicio a una población de más de 15 millones.
Antes de que importantes trabajos de mejora fueran llevados a cabo en 1998, el aeropuerto fue utilizado sobre todo para los vuelos de largo recorrido hacia los Estados Unidos, Sudáfrica y Asia. Los vuelos hacia Europa, Oriente Medio y norte de África utilizaban el Aeropuerto de Milán-Linate, el cual es mucho más pequeño que el remodelado Aeropuerto de Malpensa. En la actualidad, la mayoría de estos vuelos con excepción de algunos vuelos de cabotaje y europeos que utilizan aviones de fuselaje estrecho, han sido transferidos del Aeropuerto de Milán-Linate a Malpensa.
El aeropuerto se encuentra ubicado dentro del Parque Lombardo del Valle del Tesino, creado en 1974 y que cubre un área de 91 140 hectáreas, de las cuales 21 740 se encuentran urbanizadas.
A causa de los retrasos en los vuelos y otros inconvenientes, el Aeropuerto Internacional de Malpensa ha sido calificado el "Peor Aeropuerto Principal en Europa" por el comité de supervisión de la Unión Europea encargado de los aeropuertos (Bramblett. Frommer's Northern Italy 2004, p 260).

## Tráfico
Ver fuente y consulta Wikidata.

### 2014
- Pasajeros: 21 767 267 (+10.9%)
  - Domésticos: 2 966 739 (-4.9%)
  - Internacionales: 18 654 497 (+13.9%)
  - Tránsito: 146 031 (+11.2%)
- Movimientos: 247 456 (+8.7%)
- Transporte de Cargas: 419 128 (+8.9%)

### 2015
- Pasajeros: 19 630 514
- Movimientos: 227 718
- Transporte de Cargas: 384 752

## Manejo en tierra de aeronaves
Los servicios de manejo en tierra de aeronaves han sido lentamente desregulados y han visto a Società Esercizi Aeroportuali S.p.A. (la autoridad aeroportuaria) crear SEA Handling y el arribo de la empresa privada ATA Handling. ATA Handling provee todos los servicios excepto el transporte desde y hacia las aeronaves (que está subcontratada a SEA Handling) y la asistencia al pasajero con capacidades reducidas. Hasta el 2001, todo el servicio de manejo en tierra eran prestados por Società Esercizi Aeroportuali S.p.A. y TWA. En los primeros años luego de la desregulación, algunas aerolíneas colocaron personal propio para la asistencia al pasajero, pero Air One y British Airways se dieron cuenta de que era muy costoso, y de este modo abandonaron esa práctica. United Airlines dejó de volar a Malpensa y de este modo, al día de hoy, la única aerolínea con su propio personal para el check-in es KLM. El servicio de manejo de pasajeros es provisto por SEA Handling, ATA Handling, ARE Group, Globeground Italia y ICTS Italia. Los servicios de rampa están a cargo de SEA Handling y ATA Handling. SEA Handling es responsable del 85% de los servicios de rampa, gracias en gran medida a su más importante cliente, Alitalia.
En mayo de 2006, el Ente Nacional de Aviación Civil de Italia eliminó la limitación dos operadores que existía en los servicios de manejo de rampas. Aviapartner y ARE Group anunciaron que van a formar una nueva compañía denominada Aviapartner (con una distribución accionaria de 51% para Aviapartner y 49% para el ARE Group) con el objeto de prestar servicio en el Aeropuerto de Malpensa y en el Aeropuerto de Roma-Fiumicino de Roma.

## Servicios de seguridad
La seguridad del aeropuerto ha sido transferida en el 2000 desde la Policía del Estado a Società Esercizi Aeroportuali S.p.A., el cual creó una división interna denominada SEA Airport Security. Hasta el 2002 Società Esercizi Aeroportuali S.p.A. fue asistida por IVRI en al provisión de servicios de seguridad, pero el contrato no fue renovado. SEA Airport Security es supervisada por la Policía del Estado, la Guardia di Finanza (policía aduanera) y el Ente Nacional de Aviación Civil. Además algunas aerolíneas encargan a compañías de seguridad privada (tales como ICTS Italia, SEA Airport Security, Gruppo Sicurezza, entre otros) el control de identidad y el resguardo de las aeronaves.

## Aerolíneas y destinos

### Destinos nacionales
| Ciudades          | Nombre del aeropuerto                     | Aerolíneas                                                                               | Aeronaves | Frecuencias semanales |        |
| Italia            | Italia                                    | Italia                                                                                   | Italia    | Italia                | Italia |
| ----------------- | ----------------------------------------- | ---------------------------------------------------------------------------------------- | --------- | --------------------- | ------ |
| Alguer            | Aeropuerto de Alguer-Fertilia             | Ryanair                                                                                  |           |                       |        |
| Bari              | Aeropuerto de Bari-Palese                 | easyJet Europe Ryanair                                                                   | A3xx      |                       |        |
| Brindisi          | Aeropuerto de Brindisi                    | easyJet Europe Ryanair Neos (Estacional)                                                 | A3xx      |                       |        |
| Cagliari          | Aeropuerto de Cagliari-Elmas              | easyJet Europe Ryanair Neos (Estacional)                                                 | A3xx      |                       |        |
| Catania           | Aeropuerto de Catania-Fontanarossa        | easyJet Europe Ryanair Wizz Air Neos (Estacional)                                        | A3xx B737 |                       |        |
| Foggia            | Aeropuerto de Foggia                      | Lumiwings                                                                                |           |                       |        |
| Lamezia Terme     | Aeropuerto Internacional de Lamezia Terme | easyJet Europe Ryanair Neos (Estacional)                                                 | A3xx B737 |                       |        |
| Lampedusa         | Aeropuerto de Lampedusa                   | easyJet Europe (Estacional) Wizz Air (Estacional) Air Horizont (Charter estacional)      |           |                       |        |
| Nápoles           | Aeropuerto de Nápoles-Capodichino         | easyJet Europe Ryanair                                                                   | A3xx      |                       |        |
| Olbia             | Aeropuerto de Olbia-Costa Smeralda        | easyJet Europe Neos (Estacional) Wizz Air (Estacional) Air Horizont (Charter estacional) | A3xx      |                       |        |
| Palermo           | Aeropuerto de Palermo-Punta Raisi         | easyJet Europe Ryanair Neos (Estacional)                                                 | A3xx B737 |                       |        |
| Regio de Calabria | Aeropuerto de Regio de Calabria           | Ryanair                                                                                  |           |                       |        |
| Salerno           | Aeropuerto de Salerno "Costa d'Amalfi"    | easyJet Europe                                                                           |           |                       |        |
| Sicilia           | Aeropuerto de Comiso                      | Ryanair Neos (Estacional)                                                                | B737      |                       |        |
| Trapani           | Aeropuerto de Trapani-Birgi               | Ryanair (Estacional)                                                                     |           |                       |        |

### Destinos internacionales
| Ciudades por países        | Nombre del aeropuerto                                           | Aerolíneas                                                                                             | Aeronaves                    | Frecuencias semanales |        |
| África                     | África                                                          | África                                                                                                 | África                       | África                | África |
| -------------------------- | --------------------------------------------------------------- | --- | ---------------------------- | --------------------- | ------ |
| Argelia                    |                                                                 | |                              |                       |        |
| Argel                      | Aeropuerto Internacional Houari Boumedienne                     | Air Algérie                                                                                            |                              |                       |        |
| Cabo Verde                 |                                                                 | |                              |                       |        |
| Isla de Boa Vista          | Aeropuerto Internacional Aristides Pereira                      | Neos (Estacional)                                                                                      | B7x7                         |                       |        |
| Isla de Sal                | Aeropuerto Internacional Amílcar Cabral                         | Neos                                                                                                   | B7x7                         |                       |        |
| Egipto                     |                                                                 | |                              |                       |        |
| El Cairo                   | Aeropuerto Internacional de El Cairo                            | Egyptair Air Cairo Neos Nesma Airlines                                                                 |                              |                       |        |
| Guiza                      | Aeropuerto Internacional de Guiza                               | Wizz Air easyJet Europe (Estacional)                                                                   |                              |                       |        |
| Hurgada                    | Aeropuerto Internacional de Hurghada                            | Air Cairo easyJet Europe                                                                               |                              |                       |        |
| Lúxor                      | Aeropuerto Internacional de Lúxor                               | Air Cairo Egyptair (Estacional) Neos (Estacional)                                                      |                              |                       |        |
| Marsa Alam                 | Aeropuerto Internacional de Marsa Alam                          | Neos easyJet Europe AlbaStar (Charter estacional) Nesma Airlines (Charter estacional)                  | A32x B7x7                    |                       |        |
| Marsa Matruh               | Aeropuerto Internacional de Marsa Matruh                        | Neos (Estacional)                                                                                      |                              |                       |        |
| Sharm el-Sheij             | Aeropuerto Internacional de Sharm el-Sheij                      | Air Cairo Neos easyJet Europe Wizz Air Air Horizont (Charter estacional) AlbaStar (Chárter estacional) |                              |                       |        |
| Etiopía                    |                                                                 | |                              |                       |        |
| Adís Abeba                 | Aeropuerto Internacional Bole                                   | Ethiopian                                                                                              | B787-9                       |                       |        |
| Kenia                      |                                                                 | |                              |                       |        |
| Mombasa                    | Aeropuerto Internacional Moi                                    | Neos                                                                                                   | B7x7                         |                       |        |
| Madagascar                 |                                                                 | |                              |                       |        |
| Nosy Be                    | Aeropuerto Fascene                                              | Neos                                                                                                   | B7x7                         |                       |        |
| Marruecos                  |                                                                 | |                              |                       |        |
| Casablanca                 | Aeropuerto Internacional Mohámmed V                             | Royal Air Maroc                                                                                        |                              |                       |        |
| Marrakech                  | Aeropuerto de Marrakech-Menara                                  | easyJet Europe Ryanair Wizz Air                                                                        | A3xx B737 A32x               |                       |        |
| Rabat                      | Aeropuerto de Rabat-Salé                                        | easyJet Europe (Estacional)                                                                            |                              |                       |        |
| Mauricio                   |                                                                 | |                              |                       |        |
| Mauricio                   | Aeropuerto Internacional Sir Seewoosagur Ramgoolam              | Neos (Estacional)                                                                                      |                              |                       |        |
| Senegal                    |                                                                 | |                              |                       |        |
| Dakar                      | Aeropuerto Internacional Blaise Diagne                          | Air Senegal Neos                                                                                       |                              |                       |        |
| Tanzania                   |                                                                 | |                              |                       |        |
| Zanzíbar (ciudad)          | Aeropuerto Internacional de Zanzíbar                            | Neos (Estacional)                                                                                      |                              |                       |        |
| Túnez                      |                                                                 | |                              |                       |        |
| Enfidha                    | Aeropuerto Internacional de Enfidha-Hammamet                    | Neos (Estacional)                                                                                      |                              |                       |        |
| Monastir                   | Aeropuerto Internacional de Monastir-Habib Burguiba             | Neos (Estacional) Nouvelair (Charter estacional)                                                       |                              |                       |        |
| Túnez                      | Aeropuerto Internacional de Túnez-Cartago                       | Tunisair Nouvelair                                                                                     |                              |                       |        |
| Yerba (Túnez)              | Aeropuerto Internacional de Yerba-Zarzis                        | Neos (Estacional) Nouvelair (Charter estacional)                                                       |                              |                       |        |
| Norteamérica               |                                                                 | |                              |                       |        |
| Bahamas                    |                                                                 | |                              |                       |        |
| Freeport                   | Aeropuerto de Freeport                                          | Neos                                                                                                   |                              |                       |        |
| Canadá                     |                                                                 | |                              |                       |        |
| Montreal                   | Aeropuerto Internacional Pierre Elliott Trudeau                 | Air Canada                                                                                             | A330-300                     | 7                     |        |
| Toronto                    | Aeropuerto Internacional Toronto Pearson                        | Air Canada Neos                                                                                        | A330-300                     | 3                     |        |
| Estados Unidos             |                                                                 | |                              |                       |        |
| Atlanta                    | Aeropuerto Internacional Hartsfield-Jackson                     | Delta Air Lines (Estacional)                                                                           |                              |                       |        |
| Boston                     | Aeropuerto Internacional Logan                                  | Delta Air Lines                                                                                        |                              |                       |        |
| Chicago                    | Aeropuerto Internacional O'Hare                                 | United Airlines (Estacional)                                                                           |                              |                       |        |
| Miami                      | Aeropuerto Internacional de Miami                               | American Airlines (Reinicia el 29 de marzo de 2026)                                                    |                              |                       |        |
| Newark                     | Aeropuerto Internacional Libertad de Newark                     | La Compagnie United Airlines                                                                           | A321LR                       |                       |        |
| Nueva York                 | Aeropuerto Internacional John F. Kennedy                        | American Airlines Delta Air Lines Emirates Neos                                                        |                              |                       |        |
| México                     |                                                                 | |                              |                       |        |
| Cancún                     | Aeropuerto Internacional de Cancún                              | Neos                                                                                                   | B7x7                         |                       |        |
| Suramérica y El Caribe     |                                                                 | |                              |                       |        |
| Bolivia                    |                                                                 | |                              |                       |        |
| Santa Cruz                 | Aeropuerto Internacional Viru Viru                              | Boliviana de Aviación (Inicia a mediados de 2025) (Vía BCN)                                            | Airbus A330-200              |                       |        |
| Brasil                     |                                                                 | |                              |                       |        |
| São Paulo                  | Aeropuerto Internacional de São Paulo-Guarulhos                 | LATAM Brasil                                                                                           | B777-32WER                   |                       |        |
| Colombia                   |                                                                 | |                              |                       |        |
| Cartagena de Indias        | Aeropuerto Internacional Rafael Núñez                           | Neos (Estacional)                                                                                      | B7x7                         |                       |        |
| Cuba                       |                                                                 | |                              |                       |        |
| Cayo Largo del Sur         | Aeropuerto Internacional Vilo Acuña                             | Neos                                                                                                   | B7x7                         |                       |        |
| Holguín                    | Aeropuerto Internacional Frank País                             | Neos                                                                                                   | B7x7                         |                       |        |
| La Habana                  | Aeropuerto Internacional José Martí                             | Neos                                                                                                   | B7x7                         |                       |        |
| Varadero                   | Aeropuerto Juan Gualberto Gómez                                 | Neos                                                                                                   | B7x7                         |                       |        |
| Jamaica                    |                                                                 | |                              |                       |        |
| Montego Bay                | Aeropuerto Internacional Sir Donald Sangster                    | Neos                                                                                                   | B7x7                         |                       |        |
| República Dominicana       |                                                                 | |                              |                       |        |
| La Romana                  | Aeropuerto Internacional de La Romana                           | Neos                                                                                                   | B787-9                       |                       |        |
| Punta Cana                 | Aeropuerto Internacional de Punta Cana                          | Neos (Estacional)                                                                                      | B7x7                         |                       |        |
| Asia                       |                                                                 | |                              |                       |        |
| Arabia Saudita             |                                                                 | |                              |                       |        |
| Riad                       | Aeropuerto Internacional Rey Khalid                             | Saudia Wizz Air (Estacional)                                                                           |                              |                       |        |
| Yida                       | Aeropuerto Internacional Rey Abdulaziz                          | Saudia Wizz Air                                                                                        |                              |                       |        |
| Armenia                    |                                                                 | |                              |                       |        |
| Ereván                     | Aeropuerto Internacional de Zvartnots                           | FlyOne Wizz Air                                                                                        |                              |                       |        |
| Azerbaiyán                 |                                                                 | |                              |                       |        |
| Bakú                       | Aeropuerto Internacional Heydar Aliyev                          | Azerbaijan Airlines                                                                                    |                              |                       |        |
| Baréin                     |                                                                 | |                              |                       |        |
| Baréin                     | Aeropuerto Internacional de Baréin                              | Gulf Air                                                                                               |                              |                       |        |
| Catar                      |                                                                 | |                              |                       |        |
| Doha                       | Aeropuerto Internacional Hamad                                  | Qatar Airways                                                                                          |                              |                       |        |
| China                      |                                                                 | |                              |                       |        |
| Chengdu                    | Aeropuerto Internacional de Chengdu-Shuangliu                   | Air China                                                                                              |                              |                       |        |
| Chongqing                  | Aeropuerto Internacional de Chongqing-Jiangbei                  | Hainan Airlines                                                                                        | B787-8                       |                       |        |
| Guiyang                    | Aeropuerto internacional de Guiyang Longdongbao                 | Hainan Airlines                                                                                        |                              |                       |        |
| Nankín                     | Aeropuerto Internacional de Nankín-Lukou                        | Neos                                                                                                   | B7x7                         |                       |        |
| Pekín                      | Aeropuerto Internacional de Pekín-Capital                       | Air China                                                                                              |                              |                       |        |
| Shanghái                   | Aeropuerto Internacional de Pudong                              | Air China                                                                                              |                              |                       |        |
| Shenzhen                   | Aeropuerto Internacional de Shenzhen-Bao'an                     | Hainan Airlines                                                                                        |                              |                       |        |
| Tianjin                    | Aeropuerto Internacional de Tianjin-Binhai                      | Neos                                                                                                   |                              |                       |        |
| Wenzhou                    | Aeropuerto Internacional de Wenzhou Longwan                     | Air China                                                                                              | A330-200                     |                       |        |
| Xi'an                      | Aeropuerto Internacional de Xi'an-Xianyang                      | China Eastern Airlines                                                                                 |                              |                       |        |
| Zhengzhou                  | Aeropuerto Internacional de Zhengzhou Xinzheng                  | Juneyao Airlines                                                                                       |                              |                       |        |
| Chipre                     |                                                                 | |                              |                       |        |
| Lárnaca                    | Aeropuerto Internacional de Lárnaca                             | easyJet Europe Wizz Air                                                                                | A3xx A32x                    |                       |        |
| Corea del Sur              |                                                                 | |                              |                       |        |
| Seúl                       | Aeropuerto Internacional de Incheon                             | Korean Air                                                                                             |                              |                       |        |
| EAU                        |                                                                 | |                              |                       |        |
| Abu Dabi                   | Aeropuerto Internacional de Abu Dabi                            | Etihad Airways Wizz Air                                                                                | B787-9 A32x                  |                       |        |
| Dubái                      | Aeropuerto Internacional de Dubái                               | Emirates                                                                                               |                              |                       |        |
| Georgia                    |                                                                 | |                              |                       |        |
| Kutaisi                    | Aeropuerto de Kopitnari                                         | Wizz Air                                                                                               | A32x                         |                       |        |
| Hong Kong                  |                                                                 | |                              |                       |        |
| Hong Kong                  | Aeropuerto Internacional de Hong Kong                           | Cathay Pacific                                                                                         |                              |                       |        |
| India                      |                                                                 | |                              |                       |        |
| Amritsar                   | Aeropuerto Internacional Sri Guru Ram Dass Jee                  | Neos                                                                                                   |                              |                       |        |
| Nueva Delhi                | Aeropuerto Internacional Indira Gandhi                          | Air India                                                                                              |                              |                       |        |
| Irán                       |                                                                 | |                              |                       |        |
| Teherán                    | Aeropuerto Internacional Imán Jomeini                           | Iran Air Mahan Air                                                                                     |                              |                       |        |
| Israel                     |                                                                 | |                              |                       |        |
| Tel Aviv                   | Aeropuerto Internacional Ben Gurión                             | easyJet Europe El Al Wizz Air                                                                          | A3xx B7x7 A                  |                       |        |
| Japón                      |                                                                 | |                              |                       |        |
| Tokio                      | Aeropuerto Internacional de Haneda                              | All Nippon Airways                                                                                     | A3xx                         |                       |        |
| Jordania                   |                                                                 | |                              |                       |        |
| Amán                       | Aeropuerto Internacional Reina Alia                             | Neos (Estacional) Royal Jordanian Wizz Air                                                             |                              |                       |        |
| Kazajistán                 |                                                                 | |                              |                       |        |
| Alma Ata                   | Aeropuerto Internacional de Almatý                              | Neos                                                                                                   |                              |                       |        |
| Kuwait                     |                                                                 | |                              |                       |        |
| Ciudad de Kuwait           | Aeropuerto Internacional de Kuwait                              | Kuwait Airways                                                                                         |                              |                       |        |
| Líbano                     |                                                                 | |                              |                       |        |
| Beirut                     | Aeropuerto Internacional de Beirut                              | Middle East Airlines                                                                                   | A3xx                         |                       |        |
| Maldivas                   |                                                                 | |                              |                       |        |
| Malé                       | Aeropuerto Internacional de Malé                                | Neos (Estacional) BeOnd                                                                                | B7x7                         |                       |        |
| Omán                       |                                                                 | |                              |                       |        |
| Mascate                    | Aeropuerto Internacional de Seeb                                | Oman Air                                                                                               | B787-9                       |                       |        |
| Pakistán                   |                                                                 | |                              |                       |        |
| Islamabad                  | Aeropuerto Internacional de Islamabad                           | Pakistan International Airlines                                                                        | B777                         |                       |        |
| Lahore                     | Aeropuerto Internacional Allama Iqbal                           | Pakistan International Airlines                                                                        | B777                         |                       |        |
| República de China         |                                                                 | |                              |                       |        |
| Taipéi                     | Aeropuerto Internacional de Taiwán Taoyuan                      | EVA Air                                                                                                |                              |                       |        |
| Singapur                   |                                                                 | |                              |                       |        |
| Singapur                   | Aeropuerto Internacional de Singapur                            | Singapore Airlines                                                                                     | A350-941                     |                       |        |
| Tailandia                  |                                                                 | |                              |                       |        |
| Bangkok                    | Aeropuerto Internacional Suvarnabhumi                           | Thai Airways                                                                                           | B787-9                       |                       |        |
| Phuket                     | Aeropuerto Internacional de Phuket                              | Neos (Estacional)                                                                                      |                              |                       |        |
| Turkmenistán               |                                                                 | |                              |                       |        |
| Asjabad                    | Aeropuerto Internacional de Asjabad                             | Turkmenistan Airlines                                                                                  |                              |                       |        |
| Turquía                    |                                                                 | |                              |                       |        |
| Estambul                   | Aeropuerto de Estambul                                          | Turkish Airlines                                                                                       |                              |                       |        |
| Estambul                   | Aeropuerto Internacional Sabiha Gökçen                          | Turkish Airlines                                                                                       |                              |                       |        |
| Esmirna                    | Aeropuerto de Esmirna-Adnan Menderes                            | SunExpress                                                                                             |                              |                       |        |
| Antalya                    | Aeropuerto de Antalya                                           | SunExpress (Estacional)                                                                                |                              |                       |        |
| Uzbekistán                 |                                                                 | |                              |                       |        |
| Taskent                    | Aeropuerto Internacional de Taskent                             | Uzbekistan Airways                                                                                     | B7x7                         |                       |        |
| Urgench                    | Aeropuerto de Urgench                                           | Uzbekistan Airways                                                                                     | B7x7                         |                       |        |
| Europa                     |                                                                 | |                              |                       |        |
| Albania                    |                                                                 | |                              |                       |        |
| Tirana                     | Aeropuerto Internacional Madre Teresa                           | Wizz Air Air Albania                                                                                   | A32x                         |                       |        |
| Alemania                   |                                                                 | |                              |                       |        |
| Berlín                     | Aeropuerto de Berlín-Brandeburgo Willy Brandt                   | easyJet Europe Ryanair                                                                                 | A3xx A320-200                |                       |        |
| Colonia                    | Aeropuerto de Colonia/Bonn                                      | Eurowings                                                                                              |                              |                       |        |
| Düsseldorf                 | Aeropuerto Internacional de Düsseldorf                          | Eurowings                                                                                              |                              |                       |        |
| Fráncfort del Meno         | Aeropuerto de Fráncfort del Meno                                | Lufthansa Air Dolomiti                                                                                 |                              |                       |        |
| Hamburgo                   | Aeropuerto de Hamburgo                                          | Eurowings Neos (Estacional)                                                                            |                              |                       |        |
| Múnich                     | Aeropuerto Internacional de Múnich-Franz Josef Strauss          | easyJet Europe Lufthansa Air Dolomiti                                                                  | A3xx                         |                       |        |
| Stuttgart                  | Aeropuerto de Stuttgart                                         | easyJet Europe Eurowings                                                                               | A3xx                         |                       |        |
| Austria                    |                                                                 | |                              |                       |        |
| Viena                      | Aeropuerto de Viena                                             | Austrian Airlines Ryanair Wizz Air                                                                     | A330-202 A32x                |                       |        |
| Bélgica                    |                                                                 | |                              |                       |        |
| Amberes                    | Aeropuerto de Amberes-Deurne                                    | TUI fly Belgium                                                                                        |                              |                       |        |
| Bruselas                   | Aeropuerto de Bruselas-National                                 | Brussels Airlines easyJet Europe Ryanair                                                               | A3xx B737                    |                       |        |
| Bulgaria                   |                                                                 | |                              |                       |        |
| Sofía                      | Aeropuerto de Sofía                                             | Bulgaria Air Ryanair                                                                                   | B737                         |                       |        |
| Croacia                    |                                                                 | |                              |                       |        |
| Split                      | Aeropuerto de Split                                             | Croatia Airlines easyJet Europe (Estacional)                                                           |                              |                       |        |
| Zadar                      | Aeropuerto de Zadar                                             | easyJet Europe (Estacional) Ryanair (Estacional)                                                       |                              |                       |        |
| Dinamarca                  |                                                                 | |                              |                       |        |
| Copenhague                 | Aeropuerto de Copenhague-Kastrup                                | easyJet Europe SAS Neos (Charter estacional)                                                           | A3xx                         |                       |        |
| España                     |                                                                 | |                              |                       |        |
| La Coruña                  | Aeropuerto de La Coruña                                         | easyJet Europe                                                                                         |                              |                       |        |
| Almería                    | Aeropuerto de Almería                                           | Ryanair                                                                                                | B737                         |                       |        |
| Alicante                   | Aeropuerto de Alicante-Elche                                    | Ryanair                                                                                                | B737                         |                       |        |
| Barcelona                  | Aeropuerto de Barcelona-El Prat                                 | easyJet Europe Singapore Airlines Vueling Ryanair Wizz Air                                             | A3xx A350-941 A3xx B737 A32x |                       |        |
| Bilbao                     | Aeropuerto de Bilbao                                            | Vueling easyJet Europe                                                                                 | A3xx                         |                       |        |
| Fuerteventura              | Aeropuerto de Fuerteventura                                     | Neos easyJet Europe Ryanair (Estacional)                                                               | B7x7 A3xx B737               |                       |        |
| Granada                    | Aeropuerto de Granada                                           | easyJet Europe                                                                                         | A3xx                         |                       |        |
| Ibiza                      | Aeropuerto de Ibiza                                             | easyJet Europe (Estacional) Neos (Estacional) Vueling (Estacional)                                     |                              |                       |        |
| Lanzarote                  | Aeropuerto de Lanzarote                                         | easyJet Europe Neos (Estacional) Ryanair (Estacional)                                                  | A3xx B7x7 B737               |                       |        |
| Las Palmas de Gran Canaria | Aeropuerto de Gran Canaria                                      | Neos Ryanair easyJet Europe                                                                            | B7x7 B737                    |                       |        |
| Madrid                     | Aeropuerto de Madrid-Barajas                                    | Air Europa easyJet Europe Iberia Ryanair Wizz Air                                                      | B737 A3xx B737 A32x          |                       |        |
| Málaga                     | Aeropuerto de Málaga-Costa del Sol                              | easyJet Europe Ryanair Wizz Air                                                                        | A3xx B737 A32x               |                       |        |
| Menorca                    | Aeropuerto de Menorca                                           | easyJet Europe (Estacional) Neos (Estacional)                                                          |                              |                       |        |
| Palma de Mallorca          | Aeropuerto de Palma de Mallorca                                 | easyJet Europe Ryanair (Estacional)                                                                    |                              |                       |        |
| Santiago de Compostela     | Aeropuerto de Santiago de Compostela                            | easyJet Europe                                                                                         | A3xx                         |                       |        |
| Sevilla                    | Aeropuerto de Sevilla                                           | Ryanair                                                                                                | B737                         |                       |        |
| Tenerife Sur               | Aeropuerto de Tenerife Sur                                      | easyJet Europe Neos Ryanair Wizz Air                                                                   | A3xx B7x7 B737 A32x          |                       |        |
| Valencia                   | Aeropuerto de Valencia                                          | Ryanair Wizz Air                                                                                       | B737 A32x                    |                       |        |
| Estonia                    |                                                                 | |                              |                       |        |
| Tallin                     | Aeropuerto de Tallin                                            | easyJet Europe Ryanair Wizz Air                                                                        | A3xx B737 A32x               |                       |        |
| Francia                    |                                                                 | |                              |                       |        |
| Burdeos                    | Aeropuerto de Burdeos-Mérignac                                  | easyJet Europe                                                                                         | A3xx                         |                       |        |
| Calvi                      | Aeropuerto de Calvi Sainte-Catherine                            | Air Corsica                                                                                            |                              |                       |        |
| Figari                     | Aeropuerto de Figari-Sud Corse                                  | Air Corsica                                                                                            |                              |                       |        |
| Lourdes                    | Aeropuerto de Lourdes-de-Blanc-Sablon                           | easyJet Europe (Estacional)                                                                            |                              |                       |        |
| Lyon                       | Aeropuerto de Lyon-Saint Exupéry                                | Twin Jet                                                                                               |                              |                       |        |
| Marsella                   | Aeropuerto de Marsella-Provenza                                 | Twin Jet                                                                                               | Beechcraft 1900D             |                       |        |
| Nantes                     | Aeropuerto de Nantes Atlantique                                 | easyJet Europe                                                                                         | A3xx                         |                       |        |
| Niza                       | Aeropuerto Internacional de Niza-Costa Azul                     | Gulf Air                                                                                               |                              |                       |        |
| París                      | Aeropuerto de París-Charles de Gaulle                           | Air France easyJet Europe                                                                              | A3xx                         |                       |        |
| París                      | Aeropuerto de París-Orly                                        | Vueling Transavia France (Estacional)                                                                  | A3xx                         |                       |        |
| París                      | Aeropuerto de Beauvais-Tillé                                    | Wizz Air easyJet Europe Ryanair                                                                        |                              |                       |        |
| Toulouse                   | Aeropuerto de Toulouse-Blagnac                                  | easyJet Europe                                                                                         | A3xx                         |                       |        |
| Finlandia                  |                                                                 | |                              |                       |        |
| Helsinki                   | Aeropuerto de Helsinki-Vantaa                                   | Finnair                                                                                                |                              |                       |        |
| Kittilä                    | Aeropuerto de Kittilä                                           | easyJet Europe (Estacional)                                                                            |                              |                       |        |
| Rovaniemi                  | Aeropuerto de Rovaniemi                                         | Neos (Estacional)                                                                                      |                              |                       |        |
| Grecia                     |                                                                 | |                              |                       |        |
| Atenas                     | Aeropuerto Internacional Eleftherios Venizelos                  | Aegean Airlines easyJet Europe Ryanair Sky Express Wizz Air                                            | A32x A3xx                    |                       |        |
| Cefalonia                  | Aeropuerto Internacional de Cefalonia                           | easyJet Europe (Estacional)                                                                            |                              |                       |        |
| Corfú                      | Aeropuerto Internacional de Corfú-Ioannis Kapodistrias          | easyJet Europe (Estacional) Ryanair (Estacional) Wizz Air (Estacional)                                 |                              |                       |        |
| Cos                        | Aeropuerto Internacional de Kos-Hipócrates                      | easyJet Europe (Estacional) Neos (Estacional) Ryanair (Estacional)                                     |                              |                       |        |
| Heraclión                  | Aeropuerto Internacional de Heraclión Nikos Kazantzakis         | easyJet Europe (Estacional) Neos (Estacional) Ryanair (Estacional) Wizz Air (Estacional)               |                              |                       |        |
| Kárpazos                   | Aeropuerto de Karpazos                                          | Neos (Estacional)                                                                                      |                              |                       |        |
| La Canea                   | Aeropuerto Internacional de La Canea                            | easyJet Europe (Estacional)                                                                            |                              |                       |        |
| Miconos                    | Aeropuerto de Mykonos                                           | easyJet Europe (Estacional) Neos (Estacional)                                                          |                              |                       |        |
| Préveza/Lefkada            | Aeropuerto de Preveza/Lefkada                                   | easyJet Europe (Estacional)                                                                            |                              |                       |        |
| Patras                     | Aeropuerto de Patras                                            | Neos (Estacional)                                                                                      |                              |                       |        |
| Rodas                      | Aeropuerto Internacional de Rodas-Diágoras                      | easyJet Europe (Estacional) Neos (Estacional)                                                          |                              |                       |        |
| Salónica                   | Aeropuerto de Salonica                                          | Aegean Airlines                                                                                        |                              |                       |        |
| Samos                      | Aeropuerto de Samos                                             | Neos (Estacional)                                                                                      |                              |                       |        |
| Santorini                  | Aeropuerto Nacional de Santorini (Thira)                        | easyJet Europe (Estacional) Neos (Estacional) Ryanair (Estacional)                                     |                              |                       |        |
| Scíathos                   | Aeropuerto Internacional de Scíathos - Alexandros Papadiamantis | easyJet Europe (Estacional) Neos (Estacional) Wizz Air (Estacional)                                    |                              |                       |        |
| Zakynthos                  | Aeropuerto de Zakynthos                                         | easyJet Europe (Estacional) Wizz Air (Estacional)                                                      |                              |                       |        |
| Hungría                    |                                                                 | |                              |                       |        |
| Budapest                   | Aeropuerto de Budapest-Ferenc Liszt                             | Wizz Air Ryanair                                                                                       | A32x                         |                       |        |
| Irlanda                    |                                                                 | |                              |                       |        |
| Dublín                     | Aeropuerto de Dublín                                            | Aer Lingus Ryanair                                                                                     | A3xx B737                    |                       |        |
| Islandia                   |                                                                 | |                              |                       |        |
| Reikiavik                  | Aeropuerto de Reikiavik                                         | easyJet Europe Wizz Air Icelandair (Estacional)                                                        |                              |                       |        |
| Kosovo                     |                                                                 | |                              |                       |        |
| Pristina                   | Aeropuerto Internacional de Pristina                            | Wizz Air easyJet Europe (Estacional)                                                                   |                              |                       |        |
| Letonia                    |                                                                 | |                              |                       |        |
| Riga                       | Aeropuerto Internacional de Riga                                | airBaltic                                                                                              | A220-371                     |                       |        |
| Lituania                   |                                                                 | |                              |                       |        |
| Karmelava                  | Aeropuerto de Kaunas                                            | Ryanair                                                                                                | B737                         |                       |        |
| Vilna                      | Aeropuerto Internacional de Vilna                               | Wizz Air                                                                                               | A32x                         |                       |        |
| Luxemburgo                 |                                                                 | |                              |                       |        |
| Ciudad de Luxemburgo       | Aeropuerto de Luxemburgo                                        | easyJet Europe Luxair                                                                                  | A3xx                         |                       |        |
| Malta                      |                                                                 | |                              |                       |        |
| Malta                      | Aeropuerto Internacional de Malta                               | Ryanair easyJet Europe (Estacional)                                                                    |                              |                       |        |
| Moldavia                   |                                                                 | |                              |                       |        |
| Chisináu                   | Aeropuerto Internacional de Chisináu                            | Air Moldova FlyOne Wizz Air                                                                            | A3xxceo A32x                 |                       |        |
| Montenegro                 |                                                                 | |                              |                       |        |
| Podgorica                  | Aeropuerto de Podgorica                                         | Wizz Air                                                                                               | A32x                         |                       |        |
| Macedonia del Norte        |                                                                 | |                              |                       |        |
| Skopie                     | Aeropuerto de Skopie                                            | Wizz Air                                                                                               | A32x                         |                       |        |
| Noruega                    |                                                                 | |                              |                       |        |
| Bergen                     | Aeropuerto de Bergen-Flesland                                   | SAS (Estacional)                                                                                       |                              |                       |        |
| Oslo                       | Aeropuerto de Oslo-Gardermoen                                   | Norwegian Air Shuttle SAS easyJet Europe                                                               | B737                         |                       |        |
| Stavanger                  | Aeropuerto de Stavanger-Sola                                    | SAS (Estacional)                                                                                       |                              |                       |        |
| Tromsø                     | Aeropuerto de Tromsø-Langnes                                    | easyJet Europe (Estacional) Neos (Estacional)                                                          |                              |                       |        |
| Países Bajos               |                                                                 | |                              |                       |        |
| Ámsterdam                  | Aeropuerto de Ámsterdam-Schiphol                                | easyJet Europe KLM Vueling                                                                             | A3xx                         |                       |        |
| Polonia                    |                                                                 | |                              |                       |        |
| Cracovia                   | Aeropuerto de Cracovia-Juan Pablo II                            | easyJet Europe Ryanair Wizz Air                                                                        | A3xx B737 A32x               |                       |        |
| Gdansk                     | Aeropuerto de Gdańsk-Lech Wałęsa                                | Wizz Air                                                                                               |                              |                       |        |
| Rzeszów                    | Aeropuerto de Rzeszów                                           | LOT Polish Airlines Ryanair Wizz Air                                                                   |                              |                       |        |
| Varsovia                   | Aeropuerto de Varsovia-Frédéric Chopin                          | LOT Polish Airlines Wizz Air                                                                           |                              |                       |        |
| Portugal                   |                                                                 | |                              |                       |        |
| Faro                       | Aeropuerto de Faro                                              | easyJet Europe                                                                                         | A3xx                         |                       |        |
| Lisboa                     | Aeropuerto de Lisboa                                            | easyJet Europe TAP Air Portugal                                                                        | A3xx                         |                       |        |
| Ponta Delgada              | Aeropuerto de Ponta Delgada - João Paulo II                     | SATA Air Açores                                                                                        |                              |                       |        |
| Oporto                     | Aeropuerto de Oporto-Francisco Sá Carneiro                      | easyJet Europe Ryanair TAP Air Portugal Wizz Air (Estacional)                                          | A3xx B737 A3xx A32x          |                       |        |
| Reino Unido                |                                                                 | |                              |                       |        |
| Birmingham                 | Aeropuerto Internacional de Birmingham-West Midlands            | easyJet                                                                                                |                              |                       |        |
| Brístol                    | Aeropuerto Internacional de Brístol                             | easyJet                                                                                                | A3xx                         |                       |        |
| Edimburgo                  | Aeropuerto de Edimburgo                                         | easyJet                                                                                                | A3xx                         |                       |        |
| Liverpool                  | Aeropuerto de Liverpool-John Lennon                             | Ryanair                                                                                                | B737                         |                       |        |
| Londres                    | Aeropuerto de Londres-City                                      | British Airways operado por BA Cityflyer                                                               | E-190                        |                       |        |
| Londres                    | Aeropuerto de Londres-Gatwick                                   | easyJet Wizz Air                                                                                       | A3xx                         |                       |        |
| Londres                    | Aeropuerto de Londres-Heathrow                                  | British Airways                                                                                        |                              |                       |        |
| Londres                    | Aeropuerto de Londres-Luton                                     | easyJet                                                                                                | A3xx                         |                       |        |
| Londres                    | Aeropuerto de Londres-Stansted                                  | Ryanair                                                                                                | B737                         |                       |        |
| Mánchester                 | Aeropuerto de Mánchester                                        | easyJet Ryanair                                                                                        | A3xx                         |                       |        |
| República Checa            |                                                                 | |                              |                       |        |
| Praga                      | Aeropuerto Internacional de Ruzyně                              | Czech Airlines easyJet Europe Wizz Air                                                                 | A3xx                         |                       |        |
| Rumania                    |                                                                 | |                              |                       |        |
| Bacău                      | Aeropuerto de Baucau-Cakung                                     | Wizz Air                                                                                               |                              |                       |        |
| Bucarest                   | Aeropuerto Internacional de Bucarest-Henri Coandă               | Ryanair Wizz Air                                                                                       | B737                         |                       |        |
| Suceava                    | Aeropuerto de Suceava                                           | Wizz Air                                                                                               |                              |                       |        |
| Serbia                     |                                                                 | |                              |                       |        |
| Belgrado                   | Aeropuerto de Belgrado-Nikola Tesla                             | Air Serbia                                                                                             |                              |                       |        |
| Suecia                     |                                                                 | |                              |                       |        |
| Estocolmo                  | Aeropuerto de Estocolmo-Arlanda                                 | easyJet Europe Norwegian Air Shuttle SAS                                                               | A3xx B737                    |                       |        |
| Suiza                      |                                                                 | |                              |                       |        |
| Ginebra                    | Aeropuerto Internacional de Ginebra                             | Gulf Air                                                                                               |                              |                       |        |
| Zúrich                     | Aeropuerto Internacional de Zúrich                              | Swiss Ethiopian                                                                                        | A                            |                       |        |
| Ucrania                    |                                                                 | |                              |                       |        |
| Kiev                       | Aeropuerto Internacional de Kiev                                | Ukraine International Airlines                                                                         |                              |                       |        |

### Aerolíneas de carga
Existe una terminal de cargas denominada "CargoCity" con más de 410 000 toneladas de tráfico anual.
- AeroLogic
- AirBridgeCargo Airlines
- Asiana Cargo
- Atlas Air
- Avianca Cargo
- Cargolux Italia
- Cargolux
- Cathay Pacific
- DHL Aviation
- EgyptAir Cargo
- Emirates SkyCargo
- Ethiopian Airlines Cargo
- Etihad Cargo
- FedEx
- Korean Air Cargo
- Lufthansa Cargo
- Nippon Cargo Airlines
- Qatar Airways Cargo
- Royal Air Maroc
- Saudia Cargo
- Silk Way Airlines
- Swiftair
- Turkish Airlines Cargo